# شبكيات الأجنحة
شبكيات الأجنحة أو مستقيمة الأجنحة الجارية أو ديكتيوبترا (الاسم العلمي: Dictyoptera)، وهي طبقة من الحشرات تشمل رتبتين من حشرات متعددة الأجنحة الحديثة:
- رتبة الصرصوريات : (النمل الأبيض والصراصير).
- رتبة السرعوفيات : (فرس النبي).

بما أن جميع شبكيات الأجنحة الحديثة لها مسرأ قصير، إلا أن الأحافير القديمة منها لديها مسرأ طويل، تماما مثل كثيرا من أعضاء مستقيمات الأجنحة.